# Huset Gropa
Gropa (albanska: Gropa eller Çoku) var en albansk adelsfamilj som härskade över Pogradec, Debar och Ohrid från 1200 till 1400-talet.
Enligt Eqrem Bej Vlora var Pal Gropa herre över Debar under 1200-talet. Han blev vasall till Karl I av Neapel som härskade över Durrës och andra delar av Albanien. År 1242 gav Karl I av Neapel honom sju byar i Devoll-området samt Ohrid och Debar. Familjen styrde områdena i två århundraden.

## Medlemmar
- Pal Gropa
- Andrea Gropa
- Zacharia Gropa